# Onoba (chi ốc biển)
Onoba là một chi ốc biển nhỏ, là động vật thân mềm chân bụng sống ở biển trong họ Rissoidae.

## Các loài
Các loài trong chi Onoba gồm có:
- Onoba aculeus (Gould, 1841)[2]
- Onoba aedonis (Watson, 1886)
- Onoba algida Ponder & Worsfold, 1994
- Onoba amissa Ponder & Worsfold, 1994
- Onoba anderssoni (Strebel, 1908)[3]
- Onoba bickertoni (Hedley, 1916)
- Onoba brachia (Watson, 1886)
- Onoba breogani Rolán, 2008[4]
- Onoba crassicordata Worsfold, Avern & Ponder, 1993
- Onoba cruzi (Castellanos & Fernández, 1974)
- Onoba delecta Ponder, 1983[5]
- Onoba dimassai Amati & Nofroni, 1991[6]
- Onoba egorovae Numanami, 1996[7]
- Onoba exarata (Stimpson, 1851)[8]
- Onoba filostria (Melvill & Standen, 1912)[9]
- Onoba fuegoensis (Strebel, 1908)
- Onoba galaica Rolán, 2008[10]
- Onoba gelida (Smith, 1907)[11]
- Onoba georgiana (Pfeffer, 1886)[12]
- Onoba gianninii (Nordsieck, 1974)[13]
- Onoba gigas Bozzetti, 2008[14]
- Onoba glaphyra (Watson, 1886)
- Onoba glypta (E. A. Smith, 1890)
- Onoba grisea (Martens, 1885)[15]
- Onoba guzmani Hoenselaar & Moolenbeek, 1987[16]
- Onoba improcera (Warén, 1996)[17]
- Onoba inflatella (Thiele, 1912)[18]
- Onoba islandica (Friele, 1876)[19]
- Onoba josae Moolenbeek & Hoenselaar, 1987[20]
- Onoba kergueleni (Smith, 1875)[21]
- Onoba lacuniformis Ponder & Worsfold, 1994
- Onoba leptalea (Verrill, 1884)[22]
- Onoba lincta (Watson, 1873)[23]
- Onoba lusciniae (Watson, 1886)
- Onoba manzoniana Rolán, 1987[24]
- Onoba merelinoides Worsfold, Avern & Ponder, 1993
- Onoba mighelsi (Stimpson, 1851)[25]
- Onoba moreleti Dautzenberg, 1889[26]
- Onoba nunezi Rolán & Hernández, 2004[27]
- Onoba obliqua (Warén, 1974)[28]
- Onoba oliverioi Smriglio & Mariottini, 2000[29]
- Onoba ovata (Thiele, 1912)
- Onoba paucicarinata Ponder, 1983[30]
- Onoba paucilirata (Melvill & Standen, 1916)[31]
- Onoba platia (E. A. Smith, 1890)
- Onoba protofimbriata Ponder & Worsfold, 1994
- Onoba schraderi (Strebel, 1908)[32]
- Onoba scythei (Philippi, 1868)[33]
- Onoba semicostata (Montagu, 1803)[34]
- Onoba steineni (Strebel, 1908)[35]
- Onoba striola Ponder & Worsfold, 1994
- Onoba subaedonis Ponder & Worsfold, 1994
- Onoba subantarctica (Hedley, 1916)[36]
- Onoba subincisa Ponder & Worsfold, 1994
- Onoba sulcata (Strebel, 1908)[37]
- Onoba sulcula Ponder & Worsfold, 1994
- Onoba tarifensis Hoenselaar & Moolenbeek, 1987[38]
- Onoba torelli (Warén, 1996)[39]
- Onoba transenna (Watson, 1886)
- Onoba tristanensis Worsfold, Avern & Ponder, 1993
- Onoba turqueti (Lamy, 1905)[40]